# Inspi d'ailleurs
Albums de Jul
La Tête dans les nuages
(2017) La Zone en personne
(2018)
Singles
1. Inspi d'ailleurs & Fais-moi la passe
Sortie : 15 juin 2018
2. Coup de genoux
Sortie : 2 juillet 2018
3. Toto et Ninetta
Sortie : 17 août 2018
4. Quelqu'un d'autre t'aimera
Sortie : 10 septembre 2018
5. Je pilote
Sortie : 10 octobre 2018

Inspi d'ailleurs est le neuvième album studio du rappeur français Jul, sorti le 29 juin 2018 via le label D'or et de Platine.

## Genèse
Après la sortie de l'album La Tête dans les nuages en décembre 2017, Jul décide de faire une pause dans ses sorties d'albums afin de produire un jeune rappeur de sa cité, Moubarak. La pause dure six mois, lors desquels il communique peu avec son public. Il s'agit alors de la plus longue pause sans sortie de chansons depuis le début de sa carrière.

## Enregistrement
Jul passe trois à quatre heures sur chacune des chansons de son album. En tout, il prépare près de 120 chansons pour l'album et sélectionne 22 pistes pour la distribution, gardant la centaine d'autres morceaux de côté pour d'éventuels albums gratuits.
L'album inclut le titre Fais-moi la passe, sur le thème du football et qui coïncide avec la Coupe du monde de football de 2018. D'autres titres évoquent le quartier dans lequel Jul a grandi (Je fais mes bails) ou encore des histoires d'amour (Toto et Ninetta, Quelqu'un d'autre t'aimera).

## Annonce de la sortie
Le 14 juin 2018, Jul annonce son retour avec un nouvel album intitulé Inspi d'ailleurs. Le lendemain, il sort deux clips à la suite, Inspi d'ailleurs et Fais-moi la passe. L'album contient 22 titres, dont des collaborations avec Soprano, Alonzo, Shay et Sofiane entre autres.
L'album sort le 29 juin 2018.

## Clips vidéo
- Inspi d'ailleurs / Fais-moi la passe : 15 juin 2018
- Coup de genoux : 2 juillet 2018
- Toto et Ninetta : 17 août 2018
- Quelqu'un d'autre t'aimera (feat. Alonzo) : 10 septembre 2018
- Je pilote : 10 octobre 2018

## Liste des titres
Toutes les chansons sont écrites et composées par Jul.
| No  | Titre                                       | Durée |
| --- | ------------------------------------------- | ----- |
| 1.  | Inspi d'ailleurs                            | 3:46  |
| 2.  | Bientôt je me taille                        | 4:31  |
| 3.  | Je pilote                                   | 3:37  |
| 4.  | Fais-moi la passe                           | 3:07  |
| 5.  | Quelqu'un d'autre t'aimera (avec Alonzo)    | 4:04  |
| 6.  | Bwo                                         | 3:53  |
| 7.  | Mélancolie du soir                          | 4:55  |
| 8.  | Je fais mes bails                           | 4:09  |
| 9.  | TKT (avec Soprano)                          | 4:02  |
| 10. | Coup de genoux                              | 5:18  |
| 11. | Toto et Ninetta                             | 3:32  |
| 12. | Petit frère                                 | 4:27  |
| 13. | Pim Pom (avec Shay)                         | 4:24  |
| 14. | Au pire                                     | 3:32  |
| 15. | Tout grailler (avec Fianso)                 | 3:58  |
| 16. | Pekenio                                     | 3:38  |
| 17. | Les temps changent comme les gens           | 4:24  |
| 18. | Mauvaises tentations (avec Moubarak)        | 3:23  |
| 19. | Dans sa bulle                               | 3:13  |
| 20. | Loca                                        | 3:31  |
| 21. | La rue dans le Cayenne (avec Aymen Serhani) | 3:06  |
| 22. | En attendant                                | 3:33  |

### Longueur
Le nombre très élevé de titres sur l'album Inspi d'ailleurs est remarqué par plusieurs médias, qui expliquent cette longueur inhabituelle par les revenus liés au streaming.

## Titres certifiés
- Bwo  Diamant[7]

- Mélancolie du soir  Or [8]

- Coup de genoux  Or [9]

- Toto et Ninetta  Diamant [10]

- Pim Pom (feat. Shay)  Or

- Inspi d'ailleurs  Platine

- Quelqu'un d'autre t'aimera (feat. Alonzo)  Or

## Classement

### Ventes et streaming
| Classement                   | Meilleure position |
| ---------------------------- | ------------------ |
| France (SNEP)                | 1                  |
| France (SNEP Megafusion)     | 1                  |
| Belgique (Wallonie Ultratop) | 4                  |
| Belgique (Flandre Ultratop)  | 189                |
| Suisse (Schweizer Hitparade) | 20                 |

La chanson Inspi d'ailleurs arrive 31e du classement français lors de sa première semaine avec 1 200 000 streams et 320 ventes, et Fais-moi la passe est 44e avec 885 600 écoutes et 320 ventes.
À la fin de la première semaine, l'album Inspi d'ailleurs affiche 32 811 ventes dont 12 776 physiques. Il se place en première position du top français la semaine de son lancement,.
À la fin de la deuxième semaine, avec 13 300 ventes supplémentaires, l'album reçoit un disque d'or. Jul publie deux nouvelles chansons pour fêter la certification.
En août 2018, Jul publie le clip de la chanson Toto et Ninetta, qui fait 4,3 millions de vues en 5 jours.
Mi-août 2018, l'album Inspi d'ailleurs est certifié disque de platine.

### Accueil critique
Générations qualifie l'album de « un des projets les plus aboutis de [la carrière de Jul] », regrettant cependant que l'approche plus professionnelle laisse moins de place à la spontanéité que les opus précédents. Le Figaro épouse un avis contraire, affirmant que .

## Certifications et ventes
En juillet 2018, l'album est certifié disque d'or.
En août 2018, l'album devient disque de platine.
En décembre 2020, l'album est certifié double disque de platine.
En décembre 2024, l’album est certifié triple disque de platine
| Région        | Certification | Ventes/Streams |
| ------------- | ------------- | -------------- |
| France (SNEP) | 3 × Platine   | 300 000        |